# Вареники
Варенике (од глагола "варити" (кувати)), у неким дијалектима такође пироге - украјинско национално јело у форми куваног посног теста и фила од кромпира, меса, печурака, поврћа, воћа, бобичастог воћа и сира. Варенике су један од симбола украјинске националне кухиње.
Варенике су мали, троугаоне форме или као полумесец, направљене од пшеничног (обично) брашна, или од хељдиног, јечменог брашна без квасца, у које се стави различити фил: кувани кромпир, кувани свежи или кисели купус, куване печурке, пасуљ, сладак или слан сир, јечмена каша, спанаћ, лук, мак, воће (јабуке, сува шљива, свежа шљива, вишња, трешња, боровница, шумска јагода, малина), джем, риба или месо, чварке, џигерица, срце; као и комбинације џигерице и сланине, кромпира и печурака, купуса и печурака, пасуља и печурака; у планинским селима - слани сир, промешана с кромпиром, а у Полисју - са млевеним пасуљем. 
Традиционално украјински фили за варенике су кромпир, сир, вишње и чварке. Као фил користи се такође купус, лук, хељдина каша, куваносуво воће, у Полтавској регији - кувани грашак с калином. Готово јело се служи с павлаком и уљем, с прженим луком. Варенике с вишњама, маком, јабукама, шљивама, јагодама посипају са шечером или са воћним сирупом, или са медом. Павлаку служе посебно. Варенике се служе вруће.
Варенике су најпопуларније јело у всим украјинским дијаспорама.
За Бадње вече припремају се специјалне варенике, које се у западним деловима Украјине зову "Креплики" или "краплики".

## У украјинској култури
Ово јело од брашна и фила сматра се на нивоу са боршчем као најтипичније јело украјинске националне кухиње. Варенике се често спомињају у украјинском фолклору.
Традиционално се асоцијирају са месецом, пошто личе на њега по форми и пошто су се користиле као жтрвена храна за богињу воде. Варенике са сиром су се подносиле у жтрву близу бунара с водом.

Украјинци су сматрали да варенике имају свој магични значај. Они су се припремали на дан када се у господарству котила овца или крава. На тај начин газде су желели животињи здравље и плодовитост. Девојке су погађали по вареникама за светог Андреја, ко ће бити њихов муж. 
[[Файл:Пам'ятник_варенику_в_Черкасах.jpg|десно|мини|267x267п| Споменик варенику у Черкасама]]
Сматрало се да је процес мешања теста за варенике симболизовао формирање всемира, његове структуре, где је жена формирала свет као мајка.

Током жетве украјинци су јели варенике као ритуал. Варенике имају форму месеца у његовој четвртој фази, баш када се врши жетва. 
Веч месец пада,
а краја све нема..
Ајде пожуримо
жетву да завршимо!
Недалеко до краја,
варенике су  у тацни!
Да не останемо дуго на паши,
варенике нас чекају у павлаци!
Ихор Чеховскиј је написао "буковинска погађања" током своје етнографске шпедиције 1990-тих година.

### Варенике у књижевности
| С кромпиром                   |
| С вишњама, павлаком и шечером |
| с џигерицом                   |

## Изглед
Вареник изгледа као мала коверта од теста, у којем је уврнут фил. Зависно од фоме теста (да ли је квадрат или круг), добијају се троугаоне (од квадрата) или полукружне варенике. Фил се стави у центр сваког квадрата или круга тако да вареник није препун, и после се склапају заједно крајеви.
Остаци теста без фила могу се користити поново за развијање теста, а ако није довољно фила, може ше правити од тога "галушки" или, како их зову на југу Украјине, "варенице" (скуванекругове или квадратиће теста се премажу уљем и белим луком).

## Рецепти
Варенике се припремају од посног теста на 2 начина: топли и хладни.
При топлом начину припреме теста део брашна заливају врелом водом (1/3 неопходне количине воде): то доприноси расту теста. Закувано брашно се меша да буде еластично и да се лако одваја од руку. После тога тесто се стави да одстоји 40 минута.
Ако је потребно да чувате тесто за варенике дуже време , онда се брашно залива хладном водом или млеком, да се не би сушило.

### Тесто за варенике
Тесто за варенике се спрема од обичног пшеничног брашна, воде, соли и јаја (последње ние обавезно). 
Тесто треба да буде средње густине, пошто густо тесто је тешко развијати и тешко је лепити варенике од њега. Да би се направио вареник округле форме, од развијеног теста исеку се круглићи, у центар сваког се стави фил и залепи се на пола.
Направљене варенике се стављају у врелу воду са сољу. Кувају се 5-6 минута и сматрају се готовим ако испливају на врх воде. Варенике се ваде из шерпе, процеде се од воде, полију се маслацем. Посебно се служи павлака.
На 3 шоље пшеничног брашна - 3/4 шоље млека или воде, 1 јаје, 1/2 кафене кашике соли.

### Варенике са сиром
Када се замеси тесто, оставља се на 40 минута. Сир за варенике се узима свеж, мели се или се пропушта кроз сито, додају се сирова јаја, шечер, со, и све то се добро измеша у фил. Готове варенике се служе вруће на тањиру, поливају се маслацем и, ако треба да буду слатке , онда још и шечером. Посебн осе служи павлака.
За фил: 800 грама сира, 1/2 шоље шечера, 2 јаја, со.

### Варенике са јагодама
Јагоде се оперу, очисте, посипају се шечером и оставе се на хладном 25-30 минута. После се исцеди сок. Кад су варенике готове, додаје се тај исцеђен сок или павлака. На исти начин се праве варенике с шумском јагодом, боровницом или малином.
На 3 шоље пшеничног брашна - 3/4 шоље воде, 1 јаје, 4 шоље јагода, 1/2 шоље шечера.

### Пироги русјки (вареники)
Пироги русјки (пол. Pierogi ruskie) могу да се пронађу у Пољској или Западном делу Украјине. Они су стигле у Пољску не из руске кухиње, него из Галиције - регије Украјине која се пре неколико векова звала "Црвена Русј". Пироги се праве са комбинацијом кромпира и сира, и служе се са прженим луком и чварцима.

## Прочитај такође
- Споменик варенику (Черкаси)
- Пироги
- Вареники русјки
- Галушки
- Пампушки
- Боршч
- Кулиш
- Вергуни
- Канум джииб
- Равиоли
- Чучвара
- Манти
- Колдуни
- Пељмени
- Сонгпјен

## Белешке
1. ↑  О. С. Мельничук (гол. ред.) та ін. (1982). Етимологічний словник української мови : в 7 т. Ін-т мовознавства ім. О. О. Потебні АН УРСР ; укл.: Р. В. Болдирєв та ін. стр. 632 с.
2. ↑  Пиріг // Словник української мови : в 11 т. Київ: Наукова думка. 1970—1980.
3. ↑  Похлебкин В. В. (1980). Национальные кухни наших народов (Основные кулинарные направления, их история и особености. Рецептура). М.: Пищевая пром-сть. стр. 304 с.
4. ↑  Гримич Марина. (2010). Ізоморфність українського кулінарного фольклору в українсько-канадському та українсько-бразильському діаспорних середовищах. (PDF). Етнічна історія народів Європи Збірник наукових праць. стр. № 32.
5. ↑  Матіос, Марія. „"Кулінарні фіґлі".”. www.rulit.me. Архивирано из оригинала 06. 01. 2019. г.
6. ↑  Мусіхіна Л. (2012). Магія українців устами очевидця. К: ТОВ «Гамазин». стр. 400 с.
7. ↑  Чугуєнко М. В. (2006). Моя Україна. Ілюстрована енциклопедія для дітей. Харків: Веста: Видавництво «Ранок». стр. 128 с.
8. ↑  Артур Сом. „Вареники, вареники, Божі хваленники. Хто варить, а хто хвалить?”. Drohobyczer Zeitung. Архивирано из оригинала 13. 02. 2015. г. Приступљено 01. 03. 2024.
9. ↑  Соколенко Л. „З народної криниці”. «Персонал плюс». № 30 (233).
10. 1 2  Колодій Н. (зима 2005). „Дай, Андрію, знати, яку долю ждати”. «Карпати. Туризм. Відпочинок» Всеукраїнський туристичний журнал. № 3.
11. 1 2 3 4 5 6  Шалімов С. А., Шадура О. А. (1981). Сучасна українська кухня.— 4-те вид., стереотип. К.: Техніка. стр. 271 с.